# Graue Eminenz

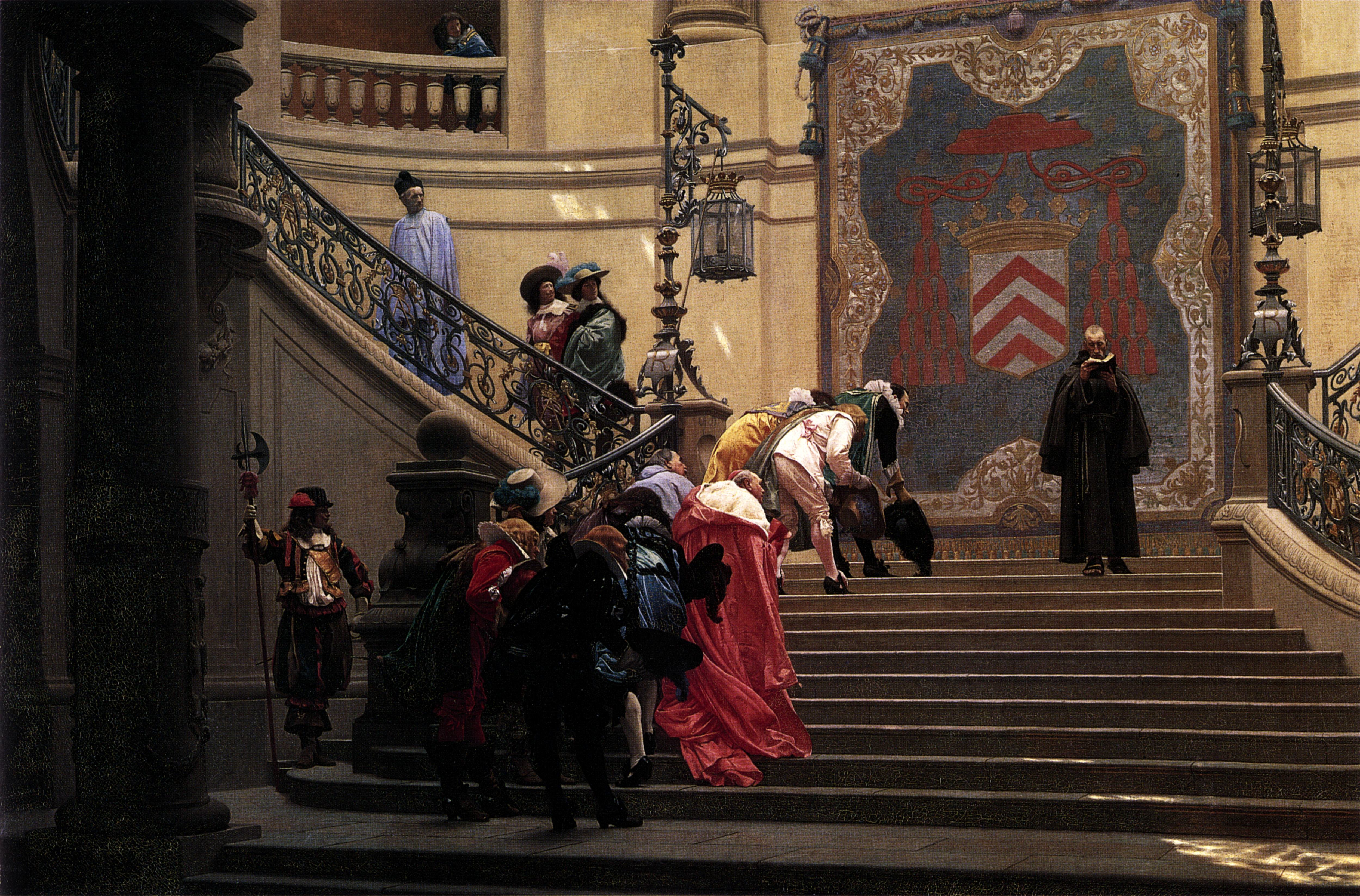
Père Joseph, die „Graue Eminenz“ (im Hintergrund das Wappen von Kardinal Richelieu), Bild von Jean-Léon Gérôme (1824–1904)

Als graue Eminenz wird eine einflussreiche Person verstanden, die nach außen nicht oder kaum in Erscheinung tritt. Meist ziehen diese Personen im Hintergrund die Fäden, indem sie Ratschläge geben und Meinungen bilden.

## Begriffsherkunft
Die Bezeichnung geht auf den Beinamen des Kapuziners François Leclerc du Tremblay (1577–1638), Beichtvater und enger Berater von Kardinal Richelieu, zurück. Richelieu wurde als Kardinal mit „Eminenz“ angesprochen, Leclerc du Tremblay erhielt, aufgrund seines graubraunen Kapuziner-Habits, den Beinamen „graue Eminenz“ (französisch éminence grise). Später wurde der Begriff allgemein zum Synonym für einen mächtigen Berater im Hintergrund.

## Beispiele
Weitere Beispiele für Personen, denen die Bezeichnung beigelegt wurde, sind:
- der deutsche Diplomat Friedrich August von Holstein (1837–1909)
- der russische Jurist Konstantin Petrowitsch Pobedonoszew (1827–1907), Berater von Zar Alexander III.
- der Exilpole Józef Retinger (1888–1960), der als einer der Väter der Europäischen Union gilt
- Michail Suslow (1902–1982), sowjetischer Politiker und Mitglied des Politbüros
- Zbigniew Brzeziński (1928–2017), langjähriger Berater verschiedener US-Regierungen, leitete entscheidende diplomatische Aufgaben in der US-Außenpolitik
- Dan Voiculescu (* 1946), rumänischer Medienunternehmer und Organisator der Sozialliberalen Union (USL), welche die Staatskrise in Rumänien 2012 auslöste[2]
- Karl Rove (* 1950), langjähriger Wahlkampfmanager und Chef-Berater von George W. Bush (Spitzname: „Bushs Gehirn“)

Joachim Fest nannte in Analogie Martin Bormann, Chef der Parteikanzlei der NSDAP und einflussreichster Mitarbeiter Adolf Hitlers seit 1941, die braune Eminenz.
Der SPD-Politiker Frank-Walter Steinmeier wird seit seiner Zeit als Chef des Bundeskanzleramtes auch als „Graue Effizienz“ bezeichnet.